# Armoiries du Maroc
Les armoiries du Maroc sont utilisées principalement par le roi du Maroc, mais également comme armoiries nationales par l'État marocain. Elles ont été adoptées le 14 août 1957 (dix-sept mois après l'indépendance du Maroc le 2 mars 1956), la veille du jour où le sultan Sidi Mohammed ben Youssef devient officiellement le premier roi du Maroc, sous le nom de Mohammed V.

## Blasonnement
Les armoiries décrites ici sont celles qui figurent sur le site appelé "Portail national", le site officiel du royaume. Elle se blasonnent ainsi :

### L'écu
De gueules à la fasce voûtée de sinople, ornée de deux chaînes de sept losanges se tenant par les pointes, d'or en chef et d'argent en champagne. Les deux chaînes se tiennent entre elles par les angles des flancs et tiennent de la même façon aux deux bordures de la fasce, donnant à cette fasce un aspect losangé.
Au demi-soleil d'or mouvant de la fasce vers le chef et dardant quinze rayons en vergettes aussi d'or, le tout dans un ciel d'azur. Parmi les neuf rayons centraux, cinq rayons, un sur deux, étend l'une des cinq pointes de la bordure festonnée du ciel d'azur qui se détache sous le chef de gueules.
Au pentagramme de sinople posé en champagne, brochant sur la fasce, la pointe supérieure dans le demi-disque solaire, deux pointes atteignant la bordure inférieure de la fasce et deux pointes touchant la bordure inférieure de l'écu.

### Le timbre
L'écu est coiffé de la couronne royale marocaine alaouite d'or, ornée de perles alternées de gueules et de sinople et surmontée d'une étoile marocaine, le pentagramme, aussi d'or.

### Les supports
L'écu est soutenu à senestre par un lion et à dextre par un léopard lionné, tous les deux au naturel et rugissant la gueule ouverte. Le lion lève la patte avant gauche vers la couronne et le léopard la patte avant droite. L'écu est entouré d'un lambrequin doré dont les formes évoquent deux cornes d'abondance. Sur un listel d'or déroulé sous l'écu, un verset du Coran est écrit en lettres noires : « إن تنصروا الله ينصركم ».

## La version originelle des armoiries du Maroc
Il existe une autre version des armoiries royales du Maroc qui semble être la version dessinée en 1957 . Cette version est toujours utilisée, en particulier sur le site de l'ambassade du Maroc en Russie . Elle se distingue de la 2e version décrite ci-dessus par dix différences tenant à la forme et au contenu de l'écu, ainsi qu'à la forme et à la couleur des meubles qui l'accompagnent.

### L'écu
- 1. Le chef de l'écu n'est pas de gueules mais d'azur et d'or : il ne fait qu'un avec la limite festonnée du ciel. Il n'accompagne pas le lambrequin jusqu'à la couronne royale et un espace vide est ménagé entre l'écu et la couronne.
- 2. L'écu est très faiblement échancré à dextre et à senestre sur la champagne.
- 3. Les rayons du soleil sont neuf au lieu de quinze et ils ne sont pas filiformes mais triangulaires.
- 4. La fasce voûtée est chargé de la représentation d'une chaîne de montagne enneigée au naturel.

### Autour de l'écu
- 5. La couronne royale est plus classique et plus massive.
- 6. Le lambrequin est plus massif et moins travaillé.
- 7. Les pattes levées des félins sont moins étendues vers le haut.
- 8. Le listel portant la devise est plus large et les extrémités, taillées en queue d'aronde, portent des boules décoratives.
- 9. La couronne, le lambrequin et le listel sont d'or vif au lieu de vieil or.
- 10. Les deux félins sont orangé au lieu de jaune au naturel.

## Signification

### L'écu
La fasce voûtée portant deux chaînes de losanges, l'une d'or en haut et l'autre d'argent en dessous, représente les deux chaînes de montagnes du Haut Atlas et du Moyen Atlas. L'étoile verte marocaine la recouvre pour signifier que ces deux montagnes, qui ont donné leur nom à l'océan Atlantique, sont entièrement situées en territoire marocain.
Le soleil évoque le nom arabe du pays, littéralement « Royaume maghrébin », c'est-à-dire « Royaume du pays où le soleil se couche », occident extrême du monde arabo-musulman.

### Le verset coranique
C'est au verset 7 de la sourate 47 du Coran : « إن تنصروا الله ينصركم » ; transcription : « ʾin tanṣurū 'llaha yanṣurukum » ; signification : « Si vous faites triompher (la cause d') Allah, il vous fera triompher... ».

### Les lions
Bien que dans le langage héraldique le lion, le léopard, le lion léopardé et le léopard lionné soient un seul et même animal dont on distingue seulement le port de tête et la façon de se tenir sur deux ou quatre pattes, il est clair que les deux félins qui tiennent l'écu royal marocain représentent deux espèces d'animaux sauvages propres à l'Afrique du Nord : le lion de l'Atlas et le léopard de Barbarie. Le premier étant le symbole national du pays a disparu à l'état sauvage au milieu du XXe siècle, le second subsisterait au début du XXIe siècle mais il est menacé d'extinction.